# Тековірімат
Тековірімат (англ. Tecovirimat), що продається під торговою маркою Tpoxx, є противірусним препаратом з активністю проти ортопоксвірусів, таких як вірус натуральної віспи та віспи мавп. У 2018 році він став першим протипоксвірусним препаратом, схваленим у США.
Дія препарату полягає в блокуванні клітинної передачі вірусу, що запобігає захворюванню. Він є інгібітором білка VP37, що міститься в оболонці ортопоксвірусу.
Тековірімат виявив ефективність у лабораторних дослідженнях: було показано, що він захищає тварин від віспи мавп та віспи кролів і не викликає серйозних побічних ефектів у людей. Для лікування тековірімат був вперше використаний у грудні 2018 року, коли лаборантка через порушення правил техніки безпеки заразилася вірусом коров'ячої віспи.
Два мільйони доз тековірімату зберігаються в Стратегічному національному запасі США на випадок біотерористичної атаки з використанням зброї, зробленої на основі ортопоксвірусу. Управління з продовольства і медикаментів США (FDA) вважає його ліками першого класу.

## Медичне використання
У Сполучених Штатах тековірімат показаний для лікування натуральної віспи людини.  У Європейському Союзі показаний для лікування натуральної віспи, віспи мавп та коров’ячої віспи.

## Механізм дії
Тековірімат пригнічує функцію основного білка оболонки VP37, який необхідний для виробництва позаклітинного вірусу. Препарат не дає вірусу покинути інфіковану клітину, перешкоджаючи поширенню вірусу в організмі.

## Хімічний синтез
Перший спосіб синтезу тековірімату був опублікований у патенті, поданому вченими Siga Technologies у 2004 році. Його виготовляють у два етапи з циклогептатрієну.
Реакція Дільса — Альдера з малеїновим ангідридом утворює основну кільцеву систему, а подальша реакція з 4-трифторметилбензгідразидом дає циклічний імід препарату.

## Історія
Спочатку препарат, що був відкритий у співпраці з вченими Медичного науково-дослідного інституту інфекційних захворювань армії США і досліджувався Національним інститутом алергії та інфекційних хвороб, належав компанії Viropharma. Зараз він належить і виробляється компанією Siga Technologies. Siga і Viropharma отримали патент на тековірімат у 2012 р.

### Клінічні випробування
За результатами клінічних випробувань тековірімат демонструє потенціал для різноманітного використання проти віспи та інших споріднених ортопоксвірусів: для профілактичної медичної допомоги, як терапевтичний засіб після контакту та як доповнення до вакцинації.
Тековірімат можна приймати перорально, і станом на 2008 рік Управління з продовльства і медикаментів США (FDA) дозволило проводити випробування II фази. У фазі I досліджень тековірімат загалом добре переносився без серйозних побічних реакцій. Зважаючи на його важливість для біозахисту, FDA присвоїло тековірімату статус прискореного розгляду і 13 липня 2018 року оголосило про схвалення тековірімату для лікування віспи.
25 серпня 2022 року Група клінічних випробувань СНІДу (ACTG) розпочала рандомізоване, плацебо-контрольоване подвійне сліпе дослідження безпеки та ефективності тековірімату щодо віспи мавп, відоме як STOMP (дослідження тековірімату щодо людини, зараженої вірусом віспи мавп), з метою зареєструвати щонайменше 500 учасників з гострою формою віспи мавп.

## Суспільство і культура

### Правовий статус
У листопаді 2021 року Комітет з лікарських засобів для людини Європейського агентства з лікарських засобів прийняв позитивний висновок, рекомендувавши надати ліцензію на продаж за виняткових обставин для лікарського засобу Tecovirimat Siga, призначеного для лікування ортопоксвірусної хвороби (натуральної віспи, віспи мавп, коров’ячої віспи та ускладнення коров’ячої віспи ) у дорослих і дітей, які важать щонайменше 13 кг. Заявником цього лікарського засобу є Siga Technologies Netherlands BV. Тековірімат було схвалено для медичного використання в Європейському Союзі в січні 2022 року.
У грудні 2021 року Міністерство охорони здоров’я Канади схвалило пероральний тековірімат для лікування віспи у людей вагою щонайменше 13 кг.
Станом на серпень 2022 року Tpoxx доступний у США лише через Strategic National Stockpile як новий досліджуваний препарат Центру з контролю та профілактики захворювань. Внутрішньовенне введення Tpoxx не має нижчого обмеження ваги, і його можна використовувати у немовлят згідно з новим протоколом дослідження препарату.

## Зовнішні посилання
- Tecovirimat. Drug Information Portal. U.S. National Library of Medicine.
- Tecovirimat monohydrate. Drug Information Portal. U.S. National Library of Medicine.